# Kanton Saint-Laurent-Médoc
Der Kanton Saint-Laurent-Médoc war bis 2015 ein französischer Wahlkreis im Arrondissement Lesparre-Médoc, im Département Gironde und in der Region Aquitanien; sein Hauptort war Saint-Laurent-Médoc, Vertreter im Generalrat des Départements war zuletzt von 2004 bis 2015 Henri Laurent. 
Der die Wahlberechtigten aus drei Gemeinden umfassende Kanton war 502,45 km² groß und hatte 9935 Einwohner (Stand: 2012). 

## Gemeinden
| Gemeinde            | Einwohner Jahr | Fläche km² | Bevölkerungsdichte | Postleitzahl | Code INSEE |
| ------------------- | -------------- | ---------- | ------------------ | ------------ | ---------- |
| Carcans             | 2307 (2013)    | –          | – Einw./km²        | 33121        | 33097      |
| Hourtin             | 3375 (2013)    | –          | – Einw./km²        | 33990        | 33203      |
| Saint-Laurent-Médoc | 4433 (2013)    | –          | – Einw./km²        | 33112        | 33424      |

## Bevölkerungsentwicklung
| 1962 | 1968 | 1975 | 1982 | 1990 | 1999 | 2006 |
| ---- | ---- | ---- | ---- | ---- | ---- | ---- |
| 4967 | 5231 | 5508 | 6186 | 6913 | 7241 | 8061 |